# Bithia golanensis
Bithia golanensis är en tvåvingeart som först beskrevs av Kugler 1971.  Bithia golanensis ingår i släktet Bithia och familjen parasitflugor. Inga underarter finns listade i Catalogue of Life.